# Slovnaft
Slovnaft a.s. ist eine Aktiengesellschaft, die die größte Erdölraffinerie der Slowakei betreibt. Darüber hinaus betreibt Slovnaft Anlagen zur Herstellung von Kunststoffen und unterhält in der Slowakei, in Tschechien und in Polen ein Tankstellennetz.

## Geschichte
Slovnaft entstand 1949 als Nachfolgeunternehmen der 1946 verstaatlichten Apollo-Raffinerie. Heute gehört Slovnaft zum ungarischen MOL-Konzern, der 98,4 % der Aktien besitzt.

## Raffinerie

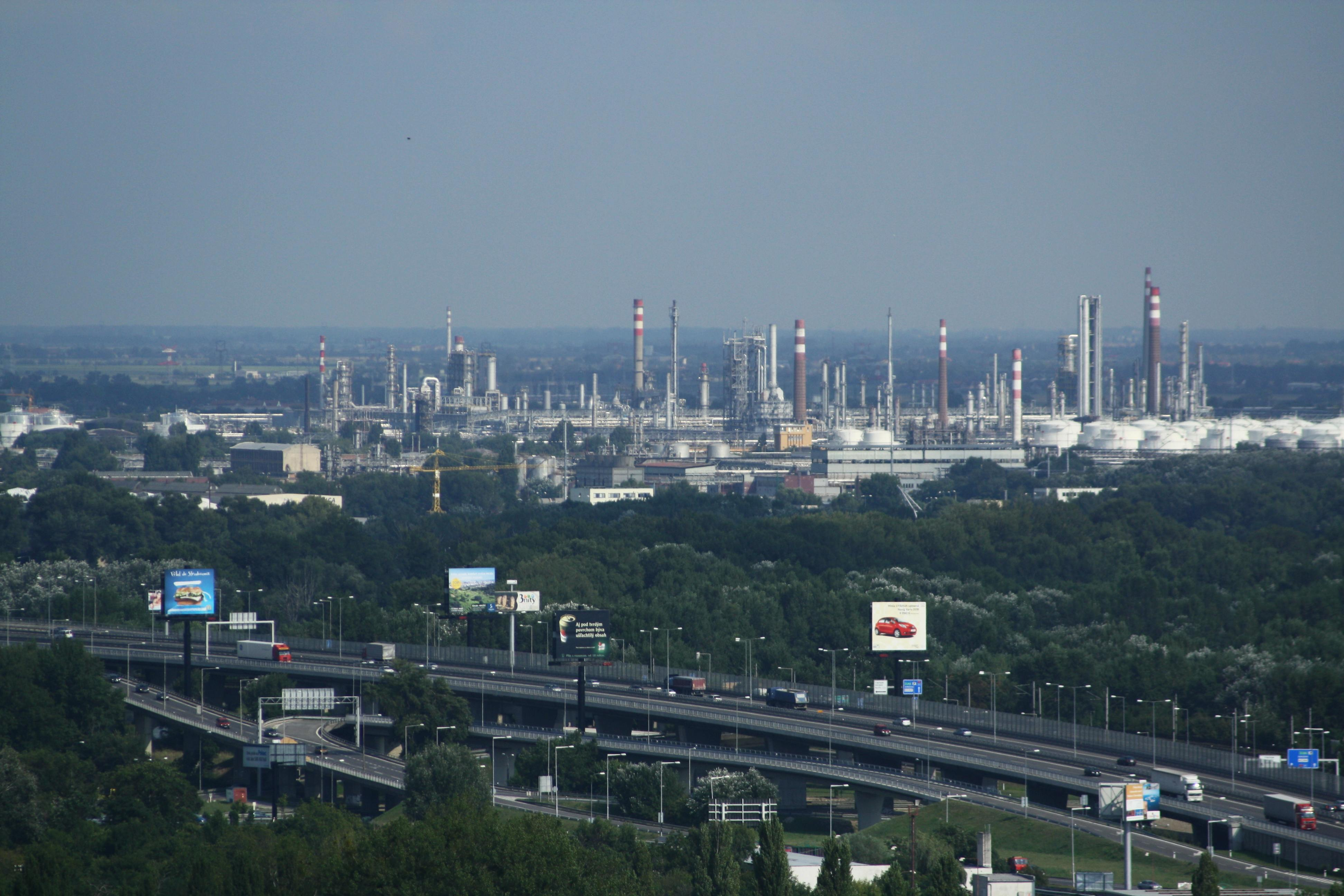
Raffinerie in Bratislava vom Aussichtspunkt über der Neuen Brücke aus

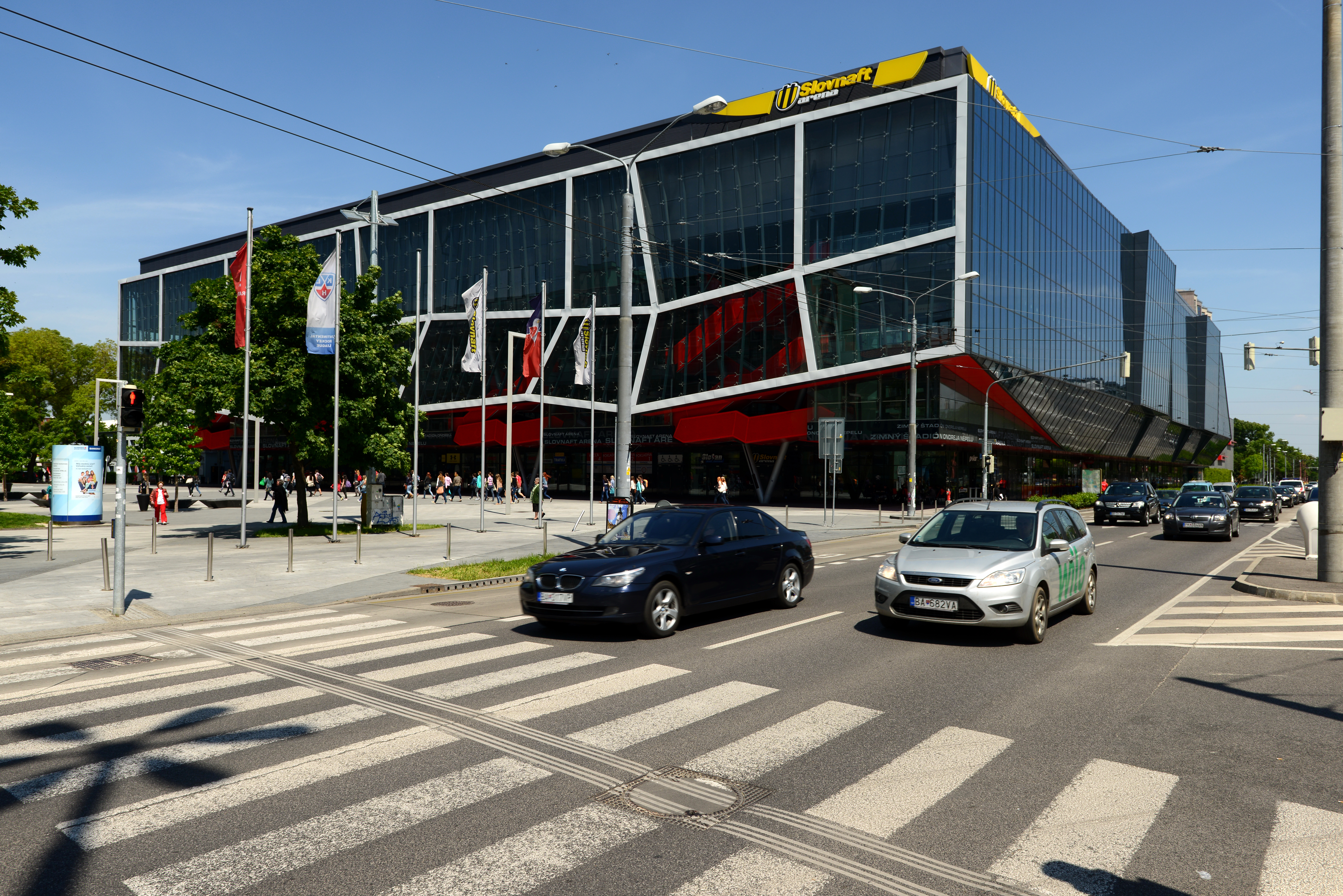
Slovnaft Arena Bratislava

Die Raffinerie befindet sich im Südosten der Stadt Bratislava, im Okres Bratislava II. Die Raffinerie wurde in den 1960er Jahren errichtet und misst eine Flächenausdehnung von 2,5 km mal 2,3 km. Sie befindet sich östlich des Donau-Auenbereichs südlich vom Stadtteil Ružinov und der Kleinen Donau und westlich von Podunajské Biskupice. Die Raffinerie hat Verkehrsanschlüsse an das slowakische Bahnnetz beim Bratislava-Zentralgüterbahnhof (Bahnstrecke Bratislava–Hegyeshalom), an die Autobahn D1 und an den Donauhafen Bratislava.

## Unternehmensdaten
Slovnaft beschäftigt derzeit 4.500 Mitarbeiter, verarbeitet jährlich 5,5 bis 6 Millionen Tonnen Erdöl. In der Slowakei betreibt das Unternehmen 210 Tankstellen.